# Luca De Dominicis
Luca De Dominicis (n. 5 de julio de 1973) es un actor italiano que es principalmente conocido por interpretar el papel de Herodes en la película de 2004, La Pasión de Cristo.
- Datos: Q6695887